# Frédéric-Louis de Wurtemberg (1698-1731)
Frédéric-Louis de Wurtemberg (Stuttgart, 14 décembre 1698 - Ludwigsbourg, 23 novembre 1731) est l'héritier du duché de Wurtemberg.

## Biographie
Il est le fils unique du duc Eberhard-Louis de Wurtemberg et Jeanne-Élisabeth de Bade-Durlach, fille du margrave Frédéric VII Magnus de Bade-Durlach.
Frédéric-Louis meurt avant son père, qui lui survit jusqu'en 1733. Avec sa mort, sans héritiers mâles, la ligne principale de Wurtemberg s'éteignit et le duché passe à une ligne collatérale de Wurtemberg-Winnental.

## Le mariage et la descendance
Le 8 décembre 1716, Frédéric-Louis, épouse Henriette-Marie de Brandebourg-Schwedt, fille du margrave Philippe Guillaume de Brandebourg-Schwedt, avec qui il a des enfants:
1. Eberhard Friedrich (1718-1719)
2. Louise-Frédérique de Wurtemberg (3 février 1722 – 2 août 1791), qui épouse le duc frédéric II de Mecklembourg-Schwerin